# Кривая Лука (Донецкая область)
Крива́я Лу́ка (укр. Крива Лука) — село на Украине, находится в Краматорском районе Донецкой области, на берегу реки Северский Донец.
Код КОАТУУ — 1423082001. Население по переписи 2001 года составляет 380 человек. Почтовый индекс — 84464. Телефонный код — 6261. Рядом с селом находится отделение украинского степного природного заповедника «Меловая флора».

## История
В 1708 году в урочище Кривая Лука и неподалёку от сел Кривая Лука и Закотное произошёл бой, в которой булавинские повстанцы (бунтовщики) потерпели поражение от царских войск и слободских казаков. 
Перед этим боем на реке Уразовой донцы наголову разбили слободской Сумской полк, но с многократно превосходящими царскими войсками справиться уже не смогли.

## Адрес местного совета
Почтовый адрес местного совета: улица Независимости, дрм № 46, г. Лиман, Краматорский район, Донецкая область, 84464

## Известные уроженцы
- Воликов, Василий Гаврилович (род. 1938) — Герой Социалистического Труда.